# HMS Pakenham (G06)
HMS «Пакенгам» (G06) (англ. HMS Pakenham (G06) — військовий корабель, лідер ескадрених міноносців типу «P» Королівського військово-морського флоту Великої Британії за часів Другої світової війни.
HMS «Пакенгам» був закладений 6 лютого 1940 на верфі компанії Hawthorn Leslie and Company, Геббурн. 4 лютого 1942 увійшов до складу Королівських ВМС Великої Британії.